# شیحانی
شیحانی (به عربی: الشيحاني) یک شهرداری در الجزایر است که در استان الطارف واقع شده‌است. شیحانی ۹٬۲۳۴ نفر جمعیت دارد.